# Cathédrale Saint-Laurent Ambohimanoro
La cathédrale Saint-Laurent est la première cathédrale construite par l'Église anglicane à Madagascar.

## Géographie
Située dans la haute-ville d'Antananarivo, elle a été bâtie sur la colline d'Ambohimanoro, près de la place d'Andohalo,,. C'est actuellement la cathédrale du diocèse anglican d'Antananarivo.

## Histoire

### Contexte
L'histoire de la cathédrale ne peut être séparée de l'histoire de l'Église anglicane à Madagascar. La mission de l'Église anglicane a commencé durant le règne du roi Radama II, à travers le Society for the Propagation of the Gospel (SPG) et le Church Missionary Society (CMS),. Après plusieurs années, le premier évêque de Madagascar fut envoyé par le SPG. Mgr Robert Kestell Cornish est arrivé à Toamasina au mois d'octobre 1874, et peu après il a commencé son voyage vers la capitale accompagné de quelques missionnaires.
À son arrivée à Antananarivo, il rend visite à la reine Ranavalona II qui décide de lever l'interdiction de bâtir en dur, qui joue également un rôle important dans le domaine de la construction.

### Construction
Les travaux de construction ont commencé après la pose de la première pierre de fondation par le Premier Ministre Rainilaiarivony, assistée par le Mgr Kestell Cornish, le 13 septembre 1883. Elle a été complétée six ans plus tard et dédiée le 10 août 1889 lors d'une cérémonie assistée par le Premier Ministre Rainilaiarivony, en tant que représentant de la reine, le vice-consul du royaume d'Angleterre W. Clayton Pickersgill ainsi que d'autres hautes personnalités locales et étrangères.
C'est la première cathédrale construite par l'Église anglicane à Madagascar.

### Liste des occupants
La cathédrale a connu jusqu'à présent dix occupants :
- 1874 – 1896 : Robert K. Kestell-Cornish[7]
- 1899 – 1918 : George Lanchester King[12]
- 1919 – 1925 : George K. Kestell-Cornish[13]
- 1926 – 1939 : Ronald Stanhope More O’Ferrall[14]
- 1940 – 1950: Gerald Richard Vernon[15]
- 1952 – 1961 : Thomas Richards Parfitt[16]
- 1961 – 1975 : Jean Marcel[17],[18]
- 1976 – 1983 : Ephraim Randrianovona[17]
- 1984 – 2005 : Remi Joseph Rabenirina[19]
- Depuis 2008 : Samoela Jaona Ranarivelo [19],[20],[21]

## Architecture
Les travaux de construction ont été réalisés selon le plan de l'architecte anglais William White et sous la direction de l'ingénieur norvégien Alfred Anker,. C'est un bâtiment en pierre, sous forme d'une croix avec trois tours octogonales aux extrémités,.